# Guillermo Anselmo Herrera
Guillermo Anselmo Herrera (n. La Rioja, 21 de abril de 1956), apodado el colchón, es un entrenador y ex-futbolista argentino. Como jugador lo hizo de centrocampista organizador, y su juego destacó por el manejo de los tiempos y una gran visión para la creación de juego. En Primera División de Argentina, llegó a jugar en Racing Club de Avellaneda y en Argentinos Juniors. 

## Trayectoria

### Como jugador
Guillermo Herrera comenzó su carrera en equipos barriales de la ciudad de La Rioja donde destacó siendo apenas un adolescente. En el año 1971, la Asociación de Fútbol Argentino y la empresa Gillette organizaron el Campeonato Argentino de Fútbol Juvenil: Con miras al 78' en el que participaban combinados juveniles de distintas provincias; Herrera, con 14 años fue convocado a participar en el equipo de la Provincia de La Rioja. El equipo riojano llegó a la final y venció a Mendoza por 2-1 en el estadio La Bombonera, de Boca Juniors.

#### Estudiantes de La Rioja (1971/1975)
Guillermo Herrera seguirá jugando en torneos locales y serán ojeadores del club Estudiantes de La Rioja quienes lo llevarán por primera vez a un club y lo harán debutar en la Primera División Provincial con tan solo 15 años, sin haber tenido experiencia en divisiones inferiores. En Estudiantes, Guillermo Herrera jugó junto a sus hermanos mayores, Ramón Herrera y Raúl Herrera, y logrará el campeonato riojano en 1974.
Durante ese mismo 1974, con motivo del Torneo Hombre Nuevo que organizaba la Secretaría de Deportes de la Nación Argentina en el Embalse Río Tercero de Córdoba, Herrera es citado para integrar un combinado con los jugadores más prometedores de la provincia. El equipo riojano llega a la final y pierde 3-1 contra un combinado de Tucumán. Pero de ese torneo saldrá una selección de los mejores jugadores, que estará a cargo de Norberto Yácono y José Vigo. Esta selección se instaló en el recién inaugurado Centro Nacional de Alto Rendimiento Deportivo  de Buenos Aires y se entrenó, durante siete meses. Este equipo hizo una gira por Sudamérica enfrentando a equipos de Perú, Brasil y Venezuela y a la vez enfrentaba a equipos de la Primera División de Argentina. Herrera fue el capitán de ese equipo, en el que compartió la experiencia junto al arquero Gabriel Leopoldo Puentedura o el más tarde goleador del Atlético Madrid, Luis Mario Cabrera Molina.
En septiembre de 1975 Yácono se empeña en llevar a Herrera al River Plate. Ahí Herrera entrenará en el equipo de juveniles, en Tercera, durante un mes. El entrenador de inferiores de River decide que Herrera quede en el club pero el jugador se niega y decide volver a su ciudad natal. Yácono insistirá para que Herrera se quede en Buenos Aires y le preguntará por el equipo del que es hincha y así, Herrera llegará por primera vez a Racing Club de Avellaneda. En octubre de 1975 se incorporará a la Tercera de Racing, y se sumará a una gira del equipo juvenil por la ciudad de Gualeguaychú de Entre Ríos, siendo titular en todos los partidos. El entrenador, José Santiago, insistirá para que Herrera se quede en el club, pero este, esquivo de las grandes ciudades, se volverá a La Rioja.
Durante noviembre de 1975 Herrera se incorporará a Unión de La Rioja y jugará algunos partidos. Entre esos pocos partidos que llegará a jugar Herrera hay uno importante, frente a Boca Juniors, que estará de gira por el interior del país, en diciembre de 1975. Boca, dirigido entonces por Ernesto Grillo caerá ante el conjunto riojano y Herrera volará ese mismo día junto a los jugadores boquenses hacia Buenos Aires. Se hospedará en La Candela, como se denominada el centro de entrenamientos y jugará en la Tercera de Boca. Con la llegada de Juan Carlos Lorenzo será puesto a prueba por el propio entrenador, quien convencido, le pedirá que arreglara sus cosas en su provincia para volver a Boca y firmar su contrato. Pero Herrera no volverá y será Yácono quien, insista en llevar al jugador a Racing Club, en diciembre de 1975, haciéndole firmar su primer contrato.

#### Racing Club de Avellaneda (1976/1978)
Herrera llegará con 19 años a Buenos Aires y se instalará en una habitación dentro del Estadio Presidente Perón, a cargo de Tita Mattiussi, donde compartirá habitación con Gabriel Humberto Calderón, Julio Olarticoechea o Juan Barbas, entre otros. En principio iba a integrar el equipo de Tercera, pero, el mismo día que llegó a Racing fue pedido por Osvaldo Zubeldía para que se sumara al primer equipo para hacer fútbol. Ese mismo día el equipo salió con destino a una gira por Sudamérica y Herrera no viajó, pero justo al día siguiente Carlos Squeo tuvo que volver porque su mujer estaba de parto, lo que le permitió a Herrera entrar en la gira y jugar de titular en el primer equipo. En la vuelta hacia Buenos Aires, es el propio Osvaldo Zubeldía le confirmaría que iba a formar parte de la primera plantilla de Racing Club, sin pisar las divisiones inferiores. 
En Racing será jugador suplente que alternará la titularidad con asiduidad, logrando mayores rachas de estabilidad bajo la dirección técnica de Alfio Basile y Juan Carlos Giménez; aunque también fue dirigido por Juan Carlos Gutiérrez, Roberto Iturrieta, Pedro Dellacha, Agustín Mario Cejas y Víctor Rodríguez. Herrera jugará dos años y medio en Racing Club de Avellaneda.

#### Gimnasia y Esgrima de Mendoza (1978/1982)
En mayo de 1978 Gimnasia y Esgrima de Mendoza lo pide a préstamo para el Campeonato Nacional 1978. Herrera será titular en aquel partido histórico en el que Gimnasia le ganó 5-1 a Boca Juniors en La Bombonera.
Al finalizar el año, Gimnasia compra el pase del jugador. Con Gimnasia, Herrera llegará a ganar el Torneo Clausura de 1980 y el Torneo Oficial de 1980 tras vencer a Independiente Rivadavia en dos finales, logrando una plaza para el Campeonato Nacional 1981. Con el equipo mendocino volverá a salir campeón en 1980 bajo la dirección técnica de Víctor Legrotaglie. El año siguiente, el año en que Gimnasia y Esgrima de Mendoza volverá a ganarlo todo, Herrera será tentado para volver a Buenos Aires.

#### Argentinos Juniors (1982/1984)
A mediados del 82 llegará Argentinos Juniors, donde recibirá el dorsal número 10 que había dejado Diego Armando Maradona al irse a Boca. Su debut, en julio de 1982, en el equipo de La Paternal no puede ser mejor: a pesar de que Argentinos cae ante River Plate 2-1 en el Monumental de Nuñez, Herrera le marca un gol a Ubaldo Matildo Fillol «Argentinos debutó con publicidad de Seven Up en 1982». Archivado desde el original el 31 de enero de 2010..

## Clubes

### Como jugador
| Club                              | Campeonato                   | Año         |
| --------------------------------- | ---------------------------- | ----------- |
| Estudiantes de La Rioja           | Primera División La Rioja    | 1973 - 1975 |
| Racing Club                       | Primera División Argentina   | 1976 - 1978 |
| Gimnasia y Esgrima de Mendoza     | Torneo Nacional              | 1978 - 1982 |
| Argentinos Juniors                | Primera División Argentina   | 1982 - 1984 |
| Alianza Cutral-Co                 | Torneo Nacional              | 1984        |
| Gimnasia y Esgrima de Mendoza     | Torneo Nacional              | 1985        |
| Juventud Alianza de San Juan      | Primera División de San Juan | 1985 - 1986 |
| Deportivo Guaymallén              | Primera División de Mendoza  | 1986 - 1987 |
| Atlético Argentino                | Primera División de Mendoza  | 1987 - 1988 |
| Club Leonardo Murialdo            | Segunda División de Mendoza  | 1988 - 1989 |
| Sportivo Desamparados de San Juan | Primera División de San Juan | 1989 - 1990 |

### Como entrenador
| Club                          | Campeonato                   | Año         |
| ----------------------------- | ---------------------------- | ----------- |
| Gimnasia y Esgrima de Mendoza | Primera División de Mendoza  | 1994 - 1995 |
| Deportivo Nisi                | Primera División de Mendoza  | 2000 - 2001 |
| Gimnasia y Esgrima de Mendoza | Divisiones inferiores        | 2003 - 2004 |
| Gimnasia y Esgrima de Mendoza | Torneo Argentino B           | 2004 - 2006 |
| Independiente de La Rioja     | Torneo Argentino B           | 2006 - 2007 |
| Estudiantes de La Rioja       | Primera División de La Rioja | 2007 - 2008 |